# Glomeris numidia
Glomeris numidia är en mångfotingart som beskrevs av Karl Wilhelm Verhoeff 1921. Glomeris numidia ingår i släktet Glomeris och familjen klotdubbelfotingar. Inga underarter finns listade i Catalogue of Life.